# Enicospilus fuscus
Enicospilus fuscus là một loài tò vò trong họ Ichneumonidae.